# Simon de Miranda
Simon de Miranda de Azevedo, en portugais : Simão de Miranda  (né en ?  - mort en 1515) faisait partie d'une famille anoblie et fidèle au premier roi de la dynastie de Aviz, Jean Ier.

## Biographie
Simon de Miranda était le fils de Diogo de Azevedo et petit-fils  de Martim Afonso da Charneca - archevêque de Braga qui avait été ambassadeur en France d'où il revint avec Mécia Gonçalves de Miranda avec qui il eut deux fils qui reçurent le nom de la mère.
Simon se maria avec  Joana Correa, fille de Aires Correia, qui fit partie de la flotte de Cabral comme intendant général.
En 1512, il fit un nouveau voyage aux Indes  dans la flotte  de Jorge de Melo. Il mourut à Sofala en 1515

## Sources
L'article dans la version  en langue portugaise